# Beatriz Escudero
Beatriz Álvarez Escudero, coneguda com a Beatriz Escudero (La Felguera, Astúries, 16 de novembre de 1950), és una actriu i cantant espanyola.

## Biografia
Va estudiar batxillerat en el col·legi de les Ursulines i posteriorment dret en la universitat de Oviedo.
La seva vena artística li va portar a subrise a un escenari i la primera vegada que el va fer va ser res menys que interpretant a Shakespeare a La fierecilla domada. Va continuar la seva carrera teatral fins a ben entrada la dècada de 1970 i així, en 1975 va estrenar al Teatre de la Comedia de Madrid, El afán de cada noche, de Pedro Gil Paradela, al costat de Mary Paz Pondal.
El seu debut davant les càmeres va ser al programa concurso de Televisió Espanyola Un, dos, tres... responda otra vez, del qual va ser hostessa durant la segona etapa, entre els anys 1976. i 1977.
Posteriorment, en la tardor de 1976, iniciaria la seva carrera musical de la mà d'una altra de les hostesses del programa, María Duran i de Mayra Gómez Kemp, formant el Trio Acuario, conjunt musical de certa repercussió en la seva època i en el qual va romandre fins a 1980.
Immediatament després, va intervenir en l'obra de teatre Barba Azul y sus mujeres, de Juan José Alonso Millán, al costat de Manolo Gómez Bur.
però no seria fins a finals de la dècada quan iniciés una trajectòria cinematogràfica plagada de títols d'escassa qualitat, molts d'ells protagonitzats pel duo Andrés Pajares i Fernando Esteso, i en els quals Beatriz solia aparèixer en escenes de nu integral, com era habitual entre moltes altres actrius de l'època en l'anomenat cinema de destape.
En 1984 es va retirar definitivament de l'espectacle. Tanmateix, no va deixar el món de la TV ja que durant els anys 90 va ser ajudant de realització de diferents programes d'Antena 3 TV com De tú a tú, presentat per Nieves Herrero o diferents gales de la cadena.
Va estar casada amb l'actor i realitzador de TVE Javier Sandoval, de qui es va divorciar l'any 1983. El 27 de gener de 1984 va contreure matrimoni civil amb l'industrial de Tenerife Juan Rumeu, de qui es va divorciar tres anys després.
La seva última aparició en televisió va ser el 31 d'octubre de 2009 en el programa de Telecinco ¡Qué tiempo tan feliz!, amb motiu de l'homenatge que van fer a Mayra Gómez Kemp.

## Filmografia
- El libro del buen amor II (1976)
- Haz la loca... no la guerra (1976)
- Las delicias de los verdes años (1976)
- Crónicas del bromuro (1980)
- El divorcio que viene (1980)
- El primer divorcio (1981)
- Todos al suelo (1981)
- Adulterio nacional (1982)
- Los autonómicos (1982)
- El hijo del cura (1982)
- La bestia y la espada mágica (1983)
- J.R. contraataca (1983)
- El currante (1983)
- Agítese antes de usarla (1983)